# Gueltas
Gueltas település Franciaországban, Morbihan megyében. Lakosainak száma 532 fő (2022. január 1.). Gueltas Saint-Gonnery, Saint-Maudan, Rohan, Crédin, Kerfourn, Noyal-Pontivy és Saint-Gérand-Croixanvec községekkel határos.

## Népesség
A település népességének változása:
| Lakosok száma | 610  | 545  | 518  | 525  | 508  | 511  | 512  | 514  | 511  | 532  |
|               | 1968 | 1982 | 1990 | 2006 | 2013 | 2015 | 2017 | 2019 | 2020 | 2022 |